# Corps expéditionnaire sibérien
Le Corps expéditionnaire sibérien, en anglais Canadian Siberian Expeditionary Force ou C.S.E.F., est une unité du Corps expéditionnaire canadien envoyée en 1918 à Vladivostok, à l'est de l'Empire russe, pour soutenir l'intervention alliée pendant la guerre civile russe. L'unité comptait 4 192 hommes sous le commandement du Major général James H. Elmsley. Un peu moins de 100 militaires sont envoyés à Omsk pour fournir un soutien administratif à une unité de 1 500 britanniques qui combattent aux côtés de l'armée blanche de l'amiral Alexandre Koltchak. La plupart des canadiens restent en poste à Vladivostok pour l'entraînement militaire et des missions de maintien de l'ordre dans cette ville portuaire où la situation est instable.

## Contexte

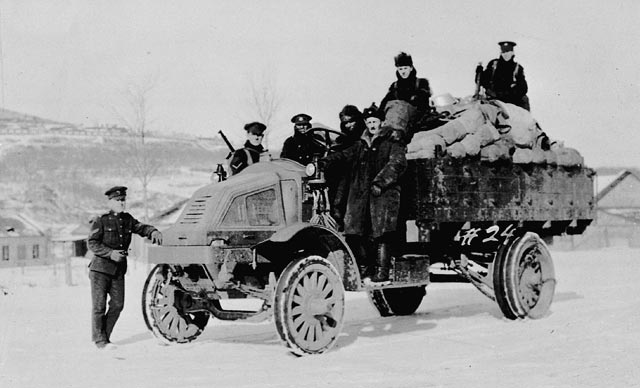
Membres du C.S.E.F., Vladivostok, 1919.

L'intervention alliée en Sibérie est due à plusieurs facteurs. Les alliés craignaient que les Allemands aient accès, de façon directe ou indirecte, aux ressources naturelles de l'extrême-orient russe via le Transsibérien et que cela fasse leur donne l'avantage sur le front de l'Ouest. S'y ajoutaient une hostilité manifeste envers les bolcheviques, particulièrement de la part de Winston Churchill, et la volonté de préserver intérêts commerciaux et économiques. Le cas des prisonniers de guerre tchèques internés dans des camps suscitait la sympathie de plusieurs gouvernements et plus particulièrement des États-Unis. La décision d'intervenir directement fut prise quand les troupes tchèques tentèrent de sortir de Russie pour prendre le contrôle d'une grande partie du Transsibérien.
L'implication du Canada dans la campagne de Sibérie est largement due à la politique menée par le premier ministre canadien Robert Borden à l'égard du Royaume-Uni. En tant que dominion, le Canada n'était ni membre à part entière de l'Entente ni une colonie. Pour Robert Borden, la participation du Canada « avait peu à voir avec la Sibérie elle-même et visait beaucoup plus à rendre le gouvernement britannique redevable à son partenaire canadien. » Selon Gaddis Smith (en), l'intervention du Canada « représente le point de départ de la lutte du Canada pour contrôler totalement sa politique étrangère après la première Guerre mondiale. En tant que telle, elle illustre l'évolution des relations au sein de l'Empire britannique bien mieux que les projets d'actes constitutionnels timidement rédigés par les chefs d'État du Commonwealth entre 1917 et 1931. »
Sur le plan intérieur, l'intervention est présentée au public comme une chance à saisir sur le plan commercial et économique. Cependant, après l'armistice, l'opinion publique se retourne contre l'engagement à l'étranger, particulièrement avec des conscrits appelés sous les drapeaux.

### Aspect commercial

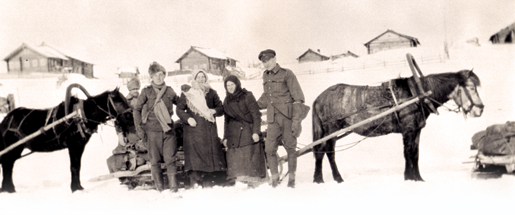
Artilleurs canadiens, conducteurs de traineaux et habitants, février 1919.

L'idée que la révolution bolchevique court à l'échec et que cela sera l'occasion de développer les échanges commerciaux amène le gouvernement à créer la Commission économique canadienne pour la Sibérie (Canadian Siberian Economic Commission) en octobre 1918 sous la direction du Commissaire au commerce L. Dana Wilgress (en). La Banque royale du Canada ouvre une agence bancaire à Vladivostok. Trois employés et « un bâtiment préfabriqué de 57 tonnes sont envoyés de Vancouver en novembre 1918[réf. souhaitée]. » Le bâtiment n'est cependant pas utilisé et l'agence ferme en octobre 1919 avec le retrait des troupes canadiennes et britanniques.

### Soutien et opposition au Canada
Le Cabinet autorise l'intervention début août 1918 après que Robert Borden a donné son accord. Le départ est retardé par une tentative infructueuse de lever une troupe de volontaires, des mutineries ont lieu à Victoria avant l'embarquement. La campagne militaire est critiquée par le parti travailliste (en), par l'opinion publique, dont des agriculteurs des Prairies canadiennes, et par le Toronto Globe.

## Installation

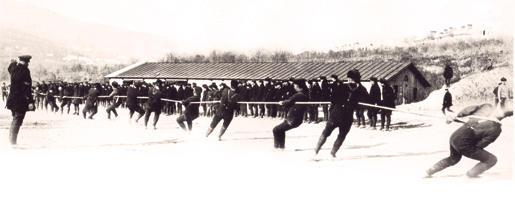
Tir à la corde, 1919.

Fin octobre 1918, un poste avancé est mis en place à Vladivostok par le Major général général Elmsley, les quartiers généraux sont installés au Théâtre Pushkinsky. L'intervention du Canada est vivement critiquées par les milieux d'affaires de Vladivostok, qui demandent à Elmsley de quitter les lieux. Les Canadiens sont cantonnés sur trois sites principaux : la caserne de l'Est, dans la baie de la Corne d'Or, l'ancienne caserne tsariste à Gornestai (aujourd'hui la ville de Shitovaya), et un casernement au nord de Vladivostok. Le gros des effectifs arrive à Vladivostok à la mi-janvier 1919 à bord du Teesta et du Protesilaus. Le départ du Teesta depuis Victoria le 21 décembre 1918 a été retardé par une mutinerie de deux compagnies du 259e bataillon ; le Protesilaus rencontre des difficultés, perdant une hélice au large de la côte russe alors qu'il est pris dans les glaces.

## Mutinerie du 21 décembre 1918
Le 21 décembre 1918, deux compagnies du 259e Bataillon (Canadian Rifles), se mutinent dans les rues de Victoria, en Colombie-Britannique. La mutinerie se déclenche alors que les conscrits marchent du Camp Willows aux quais extérieurs de la ville. À mi-chemin, un peloton de l'arrière refuse d'avancer et veut rebrousser chemin. Les officiers sortent leurs revolvers et tirent en l'air pour essayer de calmer les mutins. Comme cela est sans effet, ils ordonnent aux troupes loyales d'enlever leur ceinture de toile et de fouetter les mutins pour les faire rentrer dans le rang. La troupe traverse le centre-ville de Victoria et arrive aux quais extérieurs encadrée de 50 soldats armés de fusils, baïonnettes au canon. Vingt et une heures plus tard, le Teesta quitte le port de Victoria à destination de Vladivostok, avec une douzaine de meneurs aux arrêts en cellule. Alors que la cour martiale déclare les accusés coupables de « mutinerie et de désobéissance volontaire », les peines sont commuées par le Major général Elmsley avant l'évacuation de début avril, par crainte d'une mise en cause de la légalité du déploiement d'appelés au service militaire pour une mission liée à la « défense du royaume. »

## Mémoire
Le cimetière de la marine à Vladivostok est un site sous l'égide de la Commonwealth War Graves Commission. Il comprend 14 tombes de soldats canadiens, aux côtés de soldats britanniques, français, tchèques et japonais tombés lors de l'intervention en Sibérie, et un monument dédié aux soldats alliés inhumés en divers endroits en Sibérie. Négligé pendant l'ère soviétique, le cimetière est réhabilité en 1990 par l'équipage d'un navire canadien. En 1996, les marins du NCSM Protecteur, assistés par des militaires de la flotte russe, remplacent les pierres tombales et restaurent les tombes.